# Touchovice
Touchovice jsou vesnice, část obce Hřivice v okrese Louny. Nachází se v údolí potoka Hasiny asi 2,5 km na sever od Hřivic. Prochází tudy železniční trať Most–Rakovník. V roce 2011 zde trvale žilo 176 obyvatel.
Touchovice jsou také název katastrálního území o rozloze 3,29 km².

## Historie
První písemná zmínka o vesnici pochází z roku 1356.

## Obyvatelstvo
|           | 1869 | 1880 | 1890 | 1900 | 1910 | 1921 | 1930 | 1950 | 1961 | 1970 | 1980 | 1991 | 2001 | 2011 |
| --------- | ---- | ---- | ---- | ---- | ---- | ---- | ---- | ---- | ---- | ---- | ---- | ---- | ---- | ---- |
| Obyvatelé | 323  | 354  | 436  | 494  | 442  | 468  | 488  | 374  | 296  | 293  | 235  | 157  | 157  | 176  |
| Domy      | 44   | 53   | 57   | 64   | 76   | 86   | 108  | 116  | 102  | 90   | 84   | 102  | 104  | 106  |

## Pamětihodnosti
Na návsi stojí památkově chráněná kaple z osmnáctého století. Drobná barokní stavba má čtvercový půdorys se zaoblenými nárožími, fasády zdobené lizénovými rámci a hlavní průčelí zdůrazněné segmentovým štítem. Interiér zaklenutý hladkou křížovou klenbou je osvětlen jediným oválným okénkem. Ze stanové střechy vybíhá věžička.

## Galerie

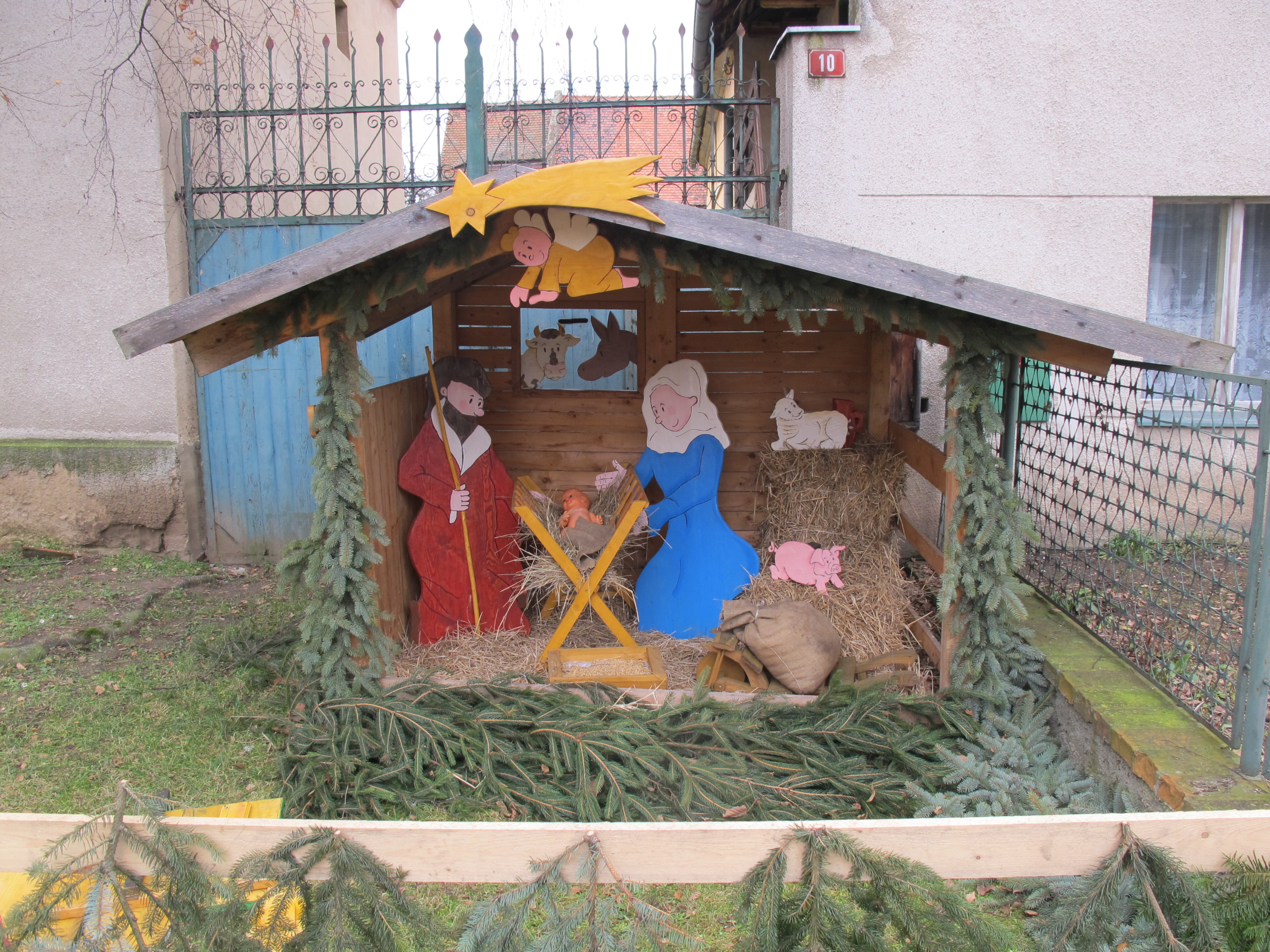
Lidové jesličky
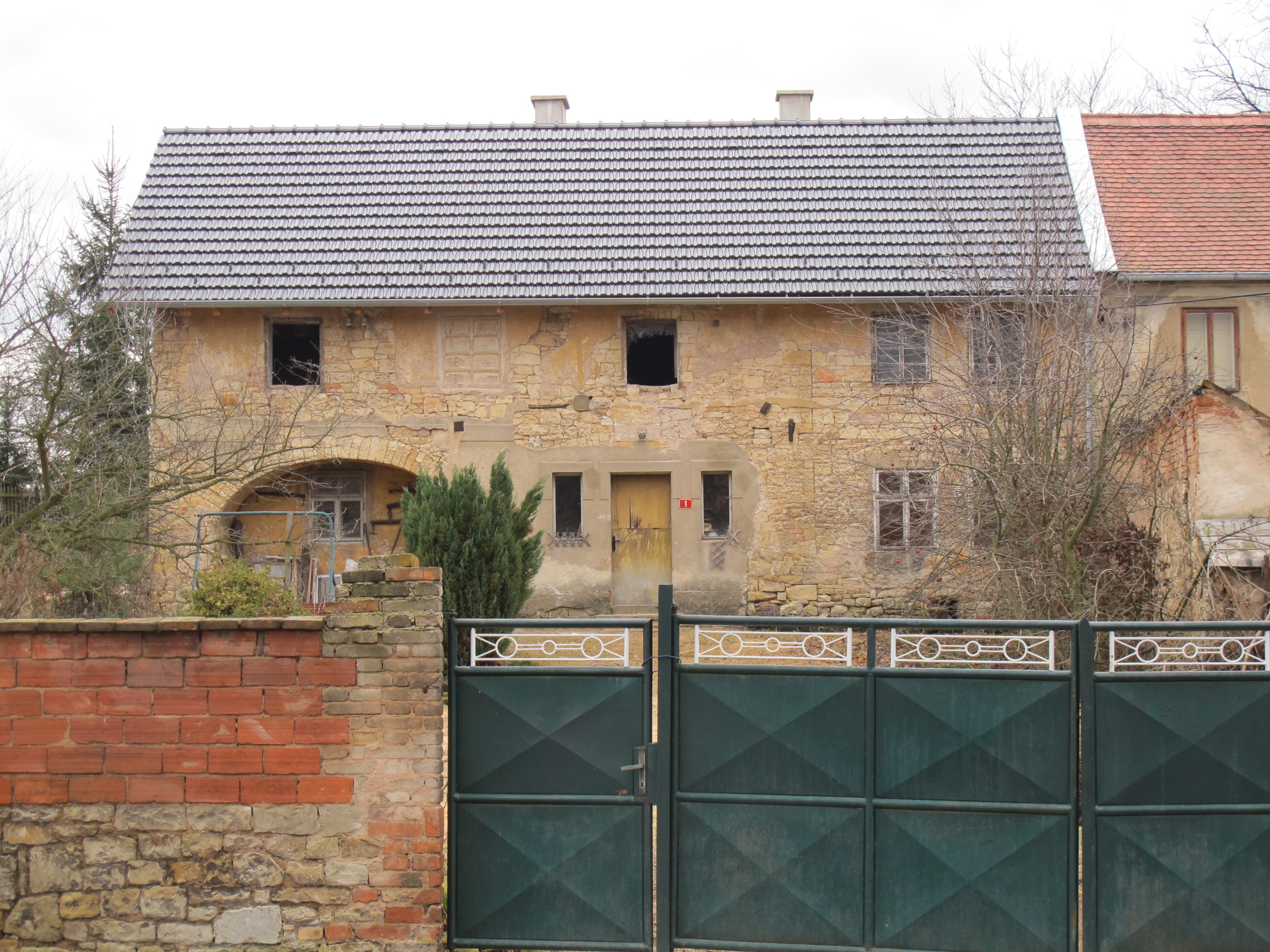
Usedlost čp. 1
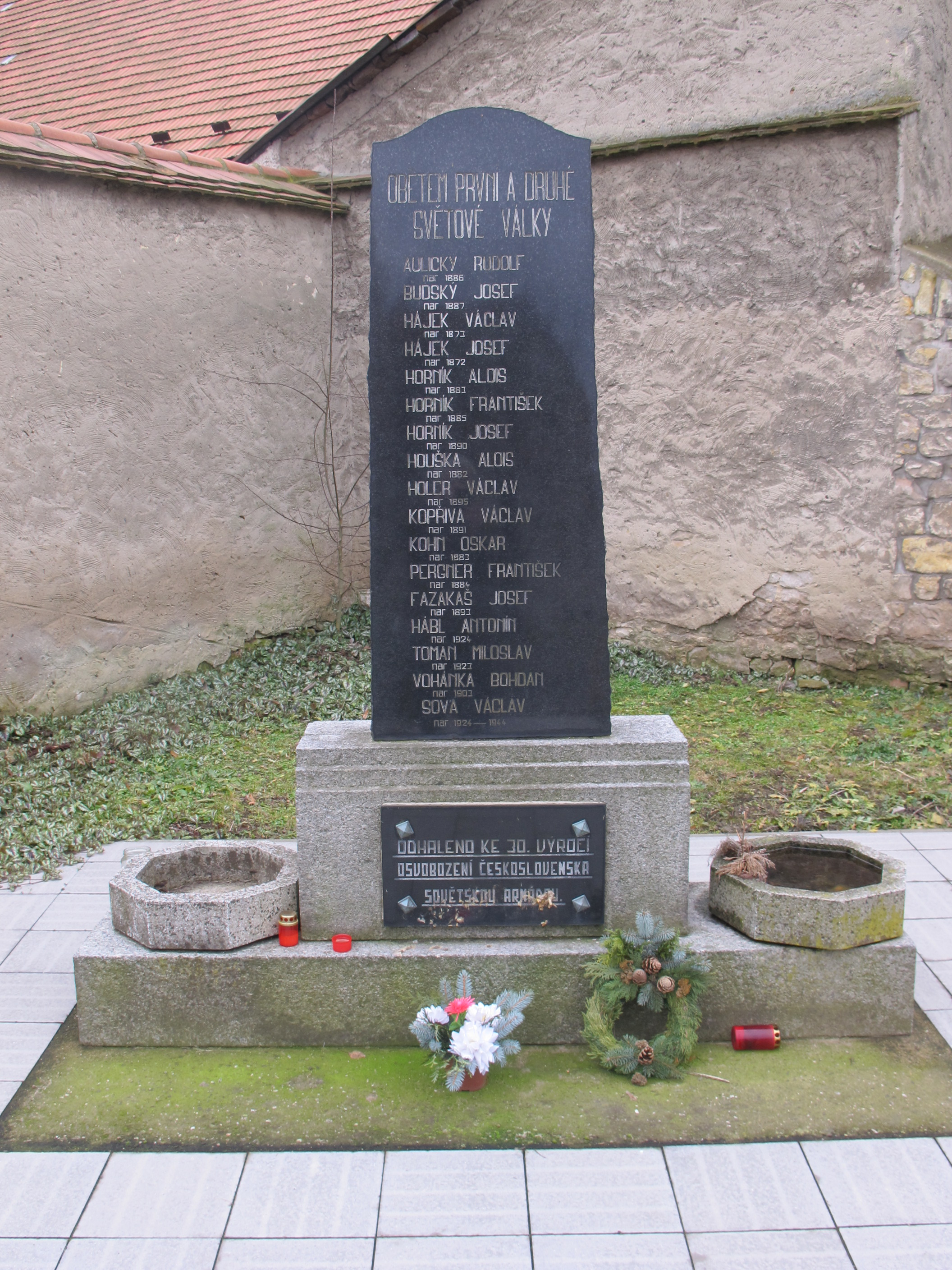
Památník obětem první světové války